# Andrew Nicholson
Andrew Nicholson, född den 1 augusti 1961 i Te Awamutu i Nya Zeeland, är en nyzeeländsk ryttare.
Han tog OS-brons i lagtävlingen i fälttävlan i samband med de olympiska ridsporttävlingarna 2012 i London.